# Döng-Aryk
Döng-Aryk (ryska: Dën-Aryk, Дён-Арык) är en ort i Kirgizistan.   Den ligger i oblastet Tjüj Oblusu, i den centrala delen av landet, 50 km öster om huvudstaden Bisjkek. Döng-Aryk ligger 964 meter över havet och antalet invånare är 2 401.
Terrängen runt Döng-Aryk är kuperad söderut, men norrut är den platt. Terrängen runt Döng-Aryk sluttar norrut. Runt Döng-Aryk är det ganska glesbefolkat, med 26 invånare per kvadratkilometer. Närmaste större samhälle är Tokmak, 12,3 km nordost om Döng-Aryk. Trakten runt Döng-Aryk består till största delen av jordbruksmark.